# 이주호 (공학자)
이주호(李周浩, 1970년 8월 12일)는 대한민국의 공학자이다. 주 연구 분야는 로봇공학이며, 리쓰메이칸 대학의 교수로 활동하고 있다.